# 北九州カフェ
『北九州カフェ』（きたきゅうしゅうカフェ）は、2016年4月3日から2018年3月25日まで、福岡放送にて放送されていた、北九州市の市政広報番組。

## 概要
2014年4月から放送されていた『こちら 北九編集部!』を、企画変更の上で同じ制作・放送体制により2016年4月3日より放送を開始した。
スタジオパートの部分が、『編集部!』の架空の百科辞典編集部から北九州市が力を入れる“リノベーション”によって生まれた家族経営のカフェに設定変更された。また出演者も、『編集部!』から北九州市特命大使（観光）の芋洗坂係長が続投する一方で現役市民のえもとりえ、2人の娘役として地元の芸能事務所所属モデル・柿添ゆめを加えた3人となった。柿添はリポート部分のナレーション、『編集部!』で芋洗坂係長が行っていた纏めも担当する。
北九州市が行っている様々な施策を紹介しつつ、それに因んで3人がコントを繰り広げる内容となっている。
企画
北九州市役所（広報室広報課）
制作・著作
福岡放送
制作協力
映像BOX
その他
聴覚障碍者向けに字幕放送・手話放送実施
この体制は『なるほど北九州』から継続しており、4期8年続くことになる。

## 出演者
パパ
芋洗坂係長（北九州市特命大使・観光）
ママ
えもとりえ（小倉在住）
娘・なごみ（ナレーション担当）
柿添ゆめ（NOIR所属）

## 放送日時
- 毎週日曜日　17:25〜17:30（『夢空間スポーツ』と『笑点』の合間）

特例
『24時間テレビ』などでこの枠に放送できない場合は前日の土曜日などに振り替える。

## 放送記録
| 回 | 放送日         | テーマ                              | 取材場所                           |
| -- | -------------- | ----------------------------------- | ---------------------------------- |
| 01 | 2016年04月03日 | 城野ゼロ・カーボン先進街区 BON JONO | 陸上自衛隊城野分屯地跡（小倉北区） |
| 02 | 2016年04月10日 | 犯罪から身を守る!                   | 足原市民センター（小倉北区）       |

## Web配信
北九州市の広報戦略見直しに伴い、ネットでの動画配信は『編集部!』に続いてYouTubeの「Kitakyu Movie Channel」に一本化している。また、JR小倉駅小倉城口（南口）にある大型ビジョン「グラーンライザ北九州」でも最新放送分を随時放映している。

## 放送枠の遍歴
期間はいずれも2年。2014年度分に係る見直しで1枠減らされた。
| 放送開始  | 番組名                     | 出演者                           | 他番組を放送した局         |
| --------- | -------------------------- | -------------------------------- | -------------------------- |
| 2010年4月 | なるほど北九州             | パタパタママ木下貴信、うみなつこ | 九州朝日放送、テレビ西日本 |
| 2012年4月 | 新 なるほど北九州          | レモンティー阿部哲陽、うみなつこ | RKB毎日放送、TVQ九州放送   |
| 2014年4月 | こちら 北九編集部!         | 芋洗坂係長、天の声：立山律子     | RKB毎日放送                |
| 2016年4月 | 北九州カフェ（この番組）   | 芋洗坂係長、えもとりえ、柿添ゆめ | RKB毎日放送                |
| 2018年4月 | これが城識⁉︎あっぱれ!北九州 |                                  |                            |